# Place Alexandre-Ier
La place Alexandre-Ier est une place de la commune de Nancy, dans le département de Meurthe-et-Moselle, en région Lorraine.

## Situation et accès
La place Alexandre-Ier est comprise à la lisière ouest du périmètre de la Ville-neuve. La voie appartient administrativement au quartier Charles III - Centre Ville.

## Origine du nom
Elle porte le nom de l'empereur de Russie Alexandre Ier (1777-1825).